# Minúsculo 93
Minúsculo 93 (numeração de Gregory-Aland), α 51 (von Soden), conhecido antigamente como Codex Graevii, é um manuscrito minúsculo grego do Novo Testamento, em folhas de pergaminho, datado pela paleografia para o século X. Gregory o numerou como 17a, 21p e 18r.
Atualmente acha-se no Biblioteca Nacional da França (Fonds Coislin, Gr. 205) em Paris.

## Descrição
O códice contem o texto dos Atos, as epístolas paulinas e o Apocalipse de João, com algumas lacunae (Romanos 16:17-27; 1 Coríntios 1:1-7; Hebreus 13:15-25; Apocalipse 1:1-5), em 270 folhas de pergaminho (tamanho 22,8 cm por 17,7 cm). A ordem dos livros é a usual: Atos, epístolas católicas, epístolas paulinas e o Apocalipse. E Hebreus está depois de Filêmon.
O texto está escrito em uma coluna de 27 linhas por página. O texto de Apoc 1:1-5 foi acrescentado por um escriba posterior.
Ele contém prolegomena, tabelas de κεφαλαια ("tabelas de conteúdo"), antes de cada livro; números de κεφαλαια ("capítulos") na margem e τιτλοι ("títulos") no topo de cada página; notas litúrgicas, subscrições no final de cada livro, στιχοι e notas musicais. Há também outros materiais: um texto chamado "Vida dos profetas" e o tratado de Pseudo-Doroteu sobre os doze apóstolos e os setenta discípulos de Jesus (como também os minúsculos 82, 177, 459, 613, 617 e 699).

## Texto
O texto grego deste códice é representativo do texto-tipo bizantino. Kurt Aland colocou-o na Categoria V.
Nas epístolas católicas, há de 20 a 30% de texto de tipo não bizantino.

## História
Em 1079, o manuscrito foi comprado por Antonius, um monge. Ele foi mantido em Constantinopla e foi novamente comprado por Pierre Séguier (1588–1672). Ele foi examinado por Bernard de Montfaucon, Johann Jakob Wettstein e Paulin Martin. Gregory viu o manuscrito em 1885. Herman C. Hoskier estudou o texto do Apocalipse.